# Schildow
Schildow ist ein Ortsteil der Gemeinde Mühlenbecker Land im Landkreis Oberhavel in Brandenburg.

## Lage und Geographie
Schildow liegt im Süden der Gemeinde Mühlenbecker Land. Die Nachbargemeinden sind Glienicke/Nordbahn, Berlin-Lübars und Berlin-Blankenfelde. Die angrenzenden Siedlungen sind Mühlenbeck, Mönchmühle und Schönfließ, welche alle ebenfalls zum Mühlenbecker Land gehören.

## Geschichte
Der Ort Schildow wurde erstmals im Jahr 1375 im Landbuch Karls IV. urkundlich erwähnt. Der Ortsname beschreibt die Lage des Dorfes auf einem dreieckigen (schildförmigen) Flurstück. Schildow ist belegt als eines der Dörfer, das als erstes Mohn und Senf in der Mark Brandenburg angebaut hat.
Schildow war früher Teil des Königreichs Preußen. Dort lag der Ort ab dem 1. April 1817 im Niederbarnimschen Kreis im Regierungsbezirk Potsdam der Provinz Brandenburg. Nach dem Ende des Zweiten Weltkrieges war Schildow zunächst Teil der Sowjetischen Besatzungszone und ab 1949 der DDR. Bei der Kreisreform am 25. Juli 1952 wurde Schildow dem Kreis Oranienburg im Bezirk Potsdam zugeordnet. Nach der Wende wurde der Kreis Oranienburg in Landkreis Oranienburg umbenannt und schließlich aufgelöst, bei der Kreisreform am 6. Dezember 1993 wurde die Gemeinde Schildow Teil des neu gegründeten Landkreises Oberhavel. Am 26. Oktober 2003 schloss sich Schildow mit den Gemeinden Mühlenbeck, Schönfließ und Zühlsdorf zu der neuen Gemeinde Mühlenbecker Land zusammen.
Im Ort hatten sich ab den späten 1940er Jahren einige Produktionsbetriebe etabliert, unter anderem VEB Gerdeen (Kosmetikproduktion), ein Furnierwerk und eine Filiale vom Leuchtenbau Zeuthen.

## Verkehr

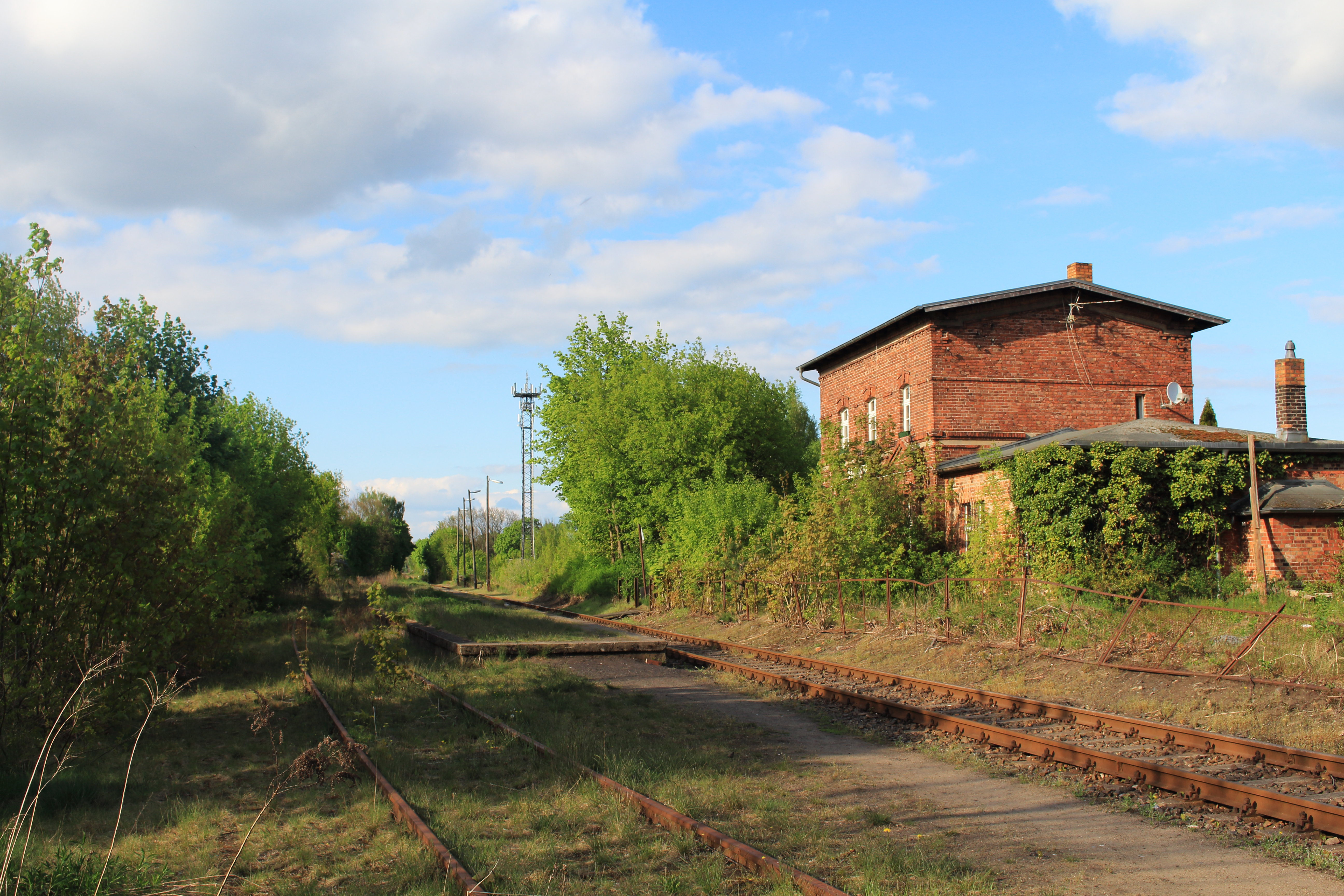
Bahnhof Schildow

Die nächstgelegene Eisenbahnstation ist der Haltepunkt Mühlenbeck-Mönchmühle der Berliner S-Bahn im Nachbarortsteil Mühlenbeck. Der zentral gelegene Bahnhof Schildow an der „Heidekrautbahn“ hat keinen regelmäßigen Personenverkehr. In Höhe des Bahnübergangs der Mühlenbecker Straße Schillerstraße befand sich der Haltepunkt Schildow-Mönchmühle an der Heidekrautbahn. Dieser wurde zwischenzeitlich abgetragen. Nach Plänen der Niederbarnimer Eisenbahn soll die Station in Schildow sowie die in Mühlenbeck mit der neuen Heidekrautbahn (RB27) wieder errichtet werden.

## Religion
Neben der evangelischen Dorfkirche, einem historistischen  Backsteinbau, besteht die in den 1940er Jahren errichtete katholische Kirche St. Katharinen.